# Kassina kuvangensis
Kassina kuvangensis är en groddjursart som först beskrevs av Albert Monard 1937.  Kassina kuvangensis ingår i släktet Kassina och familjen gräsgrodor. IUCN kategoriserar arten globalt som livskraftig. Inga underarter finns listade i Catalogue of Life.